# تری مسیک اسید
تری مسیک اسید (به انگلیسی: Trimesic acid) با فرمول شیمیایی C9H6O6 یک ترکیب شیمیایی با شناسه پاب‌کم 11138 است. که جرم مولی آن ۲۱۰٫۱۴۰۳۴ گرم بر مول می‌باشد. 